# A Change Is Gonna Come
A Change Is Gonna Come è un brano musicale del cantante Soul/R&B Sam Cooke, scritto ed originariamente registrato nel 1963, e pubblicato dalla RCA Victor poco dopo la sua morte nel 1964.
Benché si sia trattato di un modesto successo per Cooke, soprattutto in confronto ai suoi precedenti singoli, la canzone assunse particolare importanza negli anni sessanta in quanto inno del movimento per i diritti civili degli afroamericani. Anche per tale ragione la canzone ha assunto sempre più importanza nel corso degli anni.

## Origini
Cooke fu ispirato dal brano di Bob Dylan Blowin' in the Wind del 1963. Mentre era in tour nel maggio 1963, e dopo aver parlato con alcuni dimostranti a Durham, nella Carolina del Nord, Cooke cominciò a scrivere quella che sarebbe diventata A Change Is Gonna Come. In un certo senso la canzone era una risposta a Blowin' in the Wind.
Un sentimento simile di cambiamento inevitabile era stato già avvertito da Bob Dylan in un'altra canzone (The Times They Are a-Changin' del 1963).
A Change Is Gonna Come fu finalmente registrata il 21 dicembre 1963 agli RCA Studios a Los Angeles, durante le sessioni di registrazione per l'album Ain't That Good News.

## Accoglienza
La canzone comparve per la prima volta nell'album Ain't That Good News, l'ultimo di Cooke in vita. Il disco vendette bene, arrivando alla posizione numero 34 della classifica Billboard Pop Albums. Convinto che A Change Is Gonna Come meritasse maggior visibilità, il manager Allen Klein fece cantare a Sam Cooke il brano durante la sua apparizione al The Tonight Show del 7 febbraio 1964. Tuttavia una serie di circostanze sfortunate, compresa l'apparizione allo show dei Beatles due giorni dopo, eclissarono l'esibizione di Cooke, e la RCA Records preferì pubblicare come singolo le tracce Good Times e (Ain't That) Good News, pur accettando di mettere A Change Is Gonna Come come lato B del singolo successivo Shake. Il brano fu accorciato di trenta secondi.
Finalmente la canzone ebbe l'attenzione che meritava, diventando un vero e proprio inno per la comunità nera nella lotta per i diritti civili. La canzone arrivò alla nona posizione della classifica Billboard Hot R&B/Hip-Hop Songs, raggiungendo la vetta di numerose classifiche locali, soprattutto a Chicago. Più limitata fu la situazione nell'ambiente della musica pop, dove il brano arrivò al massimo alla trentunesima posizione della Billboard Hot 100. In ogni caso, Cooke non poté mai vedere i risultati commerciali del singolo, dato che l'11 dicembre 1964 venne ucciso all'Hacienda Motel a Los Angeles in circostanze misteriose. 
La rivista Rolling Stone l'ha inserita alla terza posizione nella classifica dei 500 migliori brani della storia della musica, dietro solo a Fight the Power e alla cover di Aretha Franklin di Respect.

## Eredità del brano
Benché il successo commerciale del brano fosse molto limitato, A Change Is Gonna Come divenne un inno per i movimenti per i diritti civili americani, ed è universalmente riconosciuta come la migliore composizione di Cooke. Nel corso degli anni il brano ha ottenuto importanti riconoscimenti, e nel 2005 è stata votata la dodicesima canzone più importante della storia della musica, nell'elenco stilato dalla rivista Rolling Stone, ed alla terza della classifica della rivista online Pitchfork Le migliori 200 canzoni degli anni sessanta. La canzone è anche fra le 300 migliori scelte dalla National Public Radio (NPR), ed è stata di recente selezionata anche dalla Biblioteca del Congresso degli Stati Uniti d'America.
Nonostante la popolarità, diversi problemi legali hanno colpito il singolo, sin dalla sua pubblicazione. Una disputa fra le etichette di Cooke, ABKCO Records e RCA Records, rese il singolo non disponibile per diversi anni. La canzone fu inclusa nella colonna sonora del film Malcolm X del 1992, benché all'epoca si fosse ancora in attesa di giudizio.
A Change Is Gonna Come è stato il precursore di molti singoli sullo stesso tema, inclusa What's Going On di Marvin Gaye. Al Green, dichiaratamente fan di Cooke, interpretò il brano nel 1996 dal vivo. Questa versione del brano è stata poi inserita nel film Alì. James Taylor registrò una cover del brano per la serie televisiva West Wing - Tutti gli uomini del Presidente. Il gruppo Allman Brothers Band inserì il brano nella scaletta dei propri concerti nel 2003.
Fra gli altri importanti artisti ad aver interpretato una reinterpretazione del brano si ricordano The Band, Wayne Brady, Billy Bragg, Solomon Burke, Terence Trent D'Arby, Gavin DeGraw, i Fugees, i Cold War Kids, The Gits, Deitrick Haddon, Prince Buster, Morten Harket, The Neville Brothers, Johnny P, Billy Preston, Leela James, Jennifer Hudson e Greta Van Fleet. La versione registrata nel 1965 da Otis Redding rappresenta il miglior risultato commerciale di A Chang Is Gonna Come. In anni più recenti, vari campionamenti del brano sono stati usati da numerosi rapper come Ghostface Killah (1996), Ja Rule (2003), Papoose (2006), Lil Wayne (2007) e Nas.
Gli Arcade Fire hanno registrato la canzone come supporto alla candidatura a Presidente degli Stati Uniti d'America di Barack Obama. Dopo aver vinto le elezioni del 2008, Barack Obama ha dichiarato ai propri sostenitori a Chicago: "It's been a long time coming, but tonight, ... change has come to America". Si tratta di un ovvio riferimento alle parole del brano di Sam Cooke e su come la storia personale di Obama rispecchi in qualche modo il messaggio della canzone.